# EM i atletik 2022
EM i atletik 2022 er den 25. udgave af europamesterskaberne i atletik og bliver afholdt på Olympiastadion München i München, Tyskland, mellem den 15. og 21. august 2022.
Danske Ida Karstoft vandt sin første EM-bronzemedalje på 200-meterløb.

## Værtsby
Tysklands tredjestørste by München blev den 12. november 2019 officielt udpeget som værtsby for europamesterskaberne i atletik, med Olympiastadion München som stadion. München blev samtidig den tredje tyske by til at afholde EM i atletik, i det Stuttgart i 1986 og Berlin i 2018 og byen selv som også havde værtsrollen i 2002. Mesterskaberne blev samtidig også den første EM-udgave i fire år siden Berlin, eftersom 2020-udgaven i Paris blev aflyst grundet coronaviruspandemien.

## Kvalifikationskriterier
Kvalifikationsperioden til EM i atletik 2022 løb fra den 27. januar 2021 til den 26. juli 2022 for marathon, på 10.000 m, 20 km gang, 35 km gang og allround og fra 1. januar 2021 til 26. juli 2022 for stafetkonkurrencerne. For de andre konkurrencer var kvalifikationsperioden mellem 27. juli 2021 og 26. juli 2022.
| Disciplin                             | Mænd                               | Kvinder                            |
| ------------------------------------- | ---------------------------------- | ---------------------------------- |
| 100-meter                             | 10.16 s                            | 11.24 s                            |
| 200-meter                             | 20.43 s                            | 23.05 s                            |
| 400-meter                             | 45.70 s                            | 51-70 s                            |
| 800-meter                             | 1:45.90 min                        | 2:00.40 min                        |
| 1500-meter                            | 3:36.00 min                        | 4:06.00 min                        |
| 5000-meter                            | 13:24.00 min                       | 15:25.00 min                       |
| 10.000-meter                          | 28:15.00 min                       | 32:20.00 min                       |
| Marathon                              | 2:14:30 t                          | 2:32:00 t                          |
| 110 meter hækkeløb/100 meter hækkeløb | 13.50 s                            | 12.93 s                            |
| 400 meter hækkeløb                    | 49.50 s                            | 55.85 s                            |
| 3000 meter forhindringsløb            | 8:30.00 min                        | 9:39.00 min                        |
| 20 km kapgang                         | 1:22:10 t                          | 1:32:15 t                          |
| 35 km kapgang                         | 2:35:30 t (eller 3:54:00 på 50 km) | 2:55:00 h (eller 4:25:00 på 50 km) |
| Højdespring                           | 2.30 m                             | 1.95 m                             |
| Stangspring                           | 5.75 m                             | 4.60 m                             |
| Længdespring                          | 8.10 m                             | 6.79 m                             |
| Trespring                             | 16.95 m                            | 14.25 m                            |
| Kuglestød                             | 20.85 m                            | 18.20 m                            |
| Diskoskast                            | 65.20 m                            | 60.50 m                            |
| Hammerkast                            | 77.00 m                            | 71.80 m                            |
| Spydkast                              | 84.00 m                            | 62.50 m                            |
| Tikamp/Syvkamp                        | 8100 point                         | 6250 point                         |

### Deltagende lande
Den 16. marts 2022 valgte Det Europæiske atletikforbund at udelukkede russiske og hviderussiske atleter fra at deltage ved mesterskaberne, som konsekvens af Ruslands invasion af Ukraine 2022..
Den 9. august offentliggjorde atletikforbundet listen med de deltagende atleter. I alt 1.540 atleter fra 48 nationer..
Antallet af atleter pr. nation er angivet i parentes:
- Albanien (1)
- Tyskland (112)[10]
- Andorra (1)
- Armenien (2)
- Østrig (14)
- Aserbajdsjan (4)
- Belgien (59)
- Bosnien-Hercegovina (3)
- Bulgarien (6)
- Cypern (7)
- Kroatien (11)
- Danmark (28)
- Spanien (93)
- Estland (14)
- Finland (77)
- Frankrig (101)
- Georgien (2)
- Gibraltar (2)
- Storbritannien (115)[11]
- Grækenland (40)
- Ungarn (47)
- Irland (39)
- Island (3)
- Israel (16)
- Italien (101)
- Kosovo (2)
- Letland (8)
- Litauen (19)
- Luxembourg (4)
- Makedonien (2)
- Malta (2)
- Moldova (7)
- Montenegro (2)
- Holland (59)
- Norge (46)
- Polen (81)
- Portugal (45)
- Rumænien (21)
- San Marino (2)
- Serbien (14)
- Slovakiet (19)
- Slovenien (23)
- Sverige (53)
- Schweiz (46)
- Tjekkiet (56)
- Tyrkiet (42)
- Ukraine (54)
- Atletiske flygtningehold (2)

### Danske hold
Det officielle danske hold til EM i atletik blev offentliggjort den 3. august 2022 af Dansk Atletik Forbund. I alt havde Danmark 28 atleter i 13 forskellige discipliner.

#### Kvalificerede atleter
| Mænd                    | Disciplin         | Kvinder                 | Disciplin         |
| ----------------------- | ----------------- | ----------------------- | ----------------- |
| Kojo Musah              | 100m + 4x100m     | Mathilde Kramer         | 100m + 4x100m     |
| Frederik Schou-Nielsen  | 100m + 4x100m     | Ida Karstoft            | 200m + 4x100m     |
| Simon Hansen            | 200m + 4x100m     | Mette Graversgaard      | 100m Hæk + 4x100m |
| Tazana Kamanga-Dyrbak   | 200m + 4x100m     | Mathilde Heltbech       | 100m Hæk          |
| Benjamin Lobo Vedel     | 400m + 4x100m     | Annemarie Nissen        | 400m Hæk          |
| Gustav Lundholm Nielsen | 400m              | Karen Ehrenreich        | Maraton           |
| Joel Ibler Lillesø      | 5000m             | Caroline Bonde Holm     | Stangspring       |
| Axel Vang Christensen   | 3000m             | Katrine Koch            | Hammerkast        |
| Jakob Dybdal Abrahamsen | 3000m Forhindring | Lisa Brix               | Diskoskast        |
| Abdi Hakin Ulad         | Maraton           | Astrid Glenner-Frandsen | 4x100m            |
| Martin Egebjerg Olesen  | Maraton           | Emma Beiter Bomme       | 4x100m            |
| Rune Bækgaard           | Maraton           | Line Holm Jensen        | 4x100m            |
| Andreas Lommer          | Hold-Maraton      |                         |                   |
| Arthur W. Petersen      | Spydkast          |                         |                   |
| Tobias Gorgone Larsen   | 4x100m            |                         |                   |
| Rasmus T. Klausen       | 4x100m            |                         |                   |

#### Stab
| Rolle                           | Navn              |
| ------------------------------- | ----------------- |
| Team Leader                     | Lars Nielsen      |
| Landstræner, spring             | Lars Nielsen      |
| Landstræner, sprint/hæk/stafet  | Mikkel Larsen     |
| Landstræner, mellem/lang        | Kersti Jakobsen   |
| Landstræner, kast               | Carsten Bomme     |
| Ansvarlig stafettræner, kvinder | Rolf Mortensen    |
| Ansvarlig stafettræner, herrer  | Lars D. Pedersen  |
| Ass. landstræner, stangspring   | Thor Aarøe Mørck  |
| Træner, spydkast                | Kenneth Petersen  |
| Træner, sprint/hæk              | Michael Jørgensen |

## Resultater

### Mænd

#### Bane
| Event | Guld | Guld       | Sølv                                                                                                   | Sølv        | Bronze                                                                                           | Bronze      |
| --- | --- | ---------- | --- | ----------- | ------------------------------------------------------------------------------------------------ | ----------- |
| 100 meter | Marcell Jacobs | 9.95 CR    | Zharnel Hughes                                                                                         | 9.99        | Jeremiah Azu                                                                                     | 10.13 PB    |
| 200 meter | Zharnel Hughes | 20.07 SB   | Nethaneel Mitchell-Blake                                                                               | 20.17       | Filippo Tortu                                                                                    | 20.27       |
| 400 meter | Matthew Hudson-Smith | 44.53      | Ricky Petrucciani                                                                                      | 45.03 SB    | Alex Haydock-Wilson                                                                              | 45.17       |
| 800 meter | Mariano García | 1:44.85 PB | Jake Wightman                                                                                          | 1:44.91 SB  | Mark English                                                                                     | 1:45.19     |
| 1500 meter | Jakob Ingebrigtsen | 3:32.76 CR | Jake Heyward                                                                                           | 3:34.44     | Mario García                                                                                     | 3:34.88     |
| 5000 meter | Jakob Ingebrigtsen | 13:21.13   | Mohamed Katir                                                                                          | 13:22.98 SB | Yemaneberhan Crippa                                                                              | 13:24.83    |
| 10.000 meter | Yemaneberhan Crippa | 27:46.13   | Zerei Kbrom Mezngi                                                                                     | 27:46.94 PB | Yann Schrub                                                                                      | 27:47.13 PB |
| Maraton | Richard Ringer | 2:10:21 SB | Maru Teferi                                                                                            | 2:10:23     | Gashau Ayale                                                                                     | 2:10:29 SB  |
| Maraton | Israel | 6:31:48    | Tyskland                                                                                               | 6:35:52     | Spanien                                                                                          | 6:38:44     |
| 110 meter hækkeløb | Asier Martínez | 13.14 EL   | Pascal Martinot-Lagarde                                                                                | 13.14 EL    | Just Kwaou-Mathey                                                                                | 13.33       |
| 400 meter hækløb | Karsten Warholm | 47.12 CR   | Wilfried Happio                                                                                        | 48.56       | Yasmani Copello                                                                                  | 48.78       |
| 3000 meter forhindringsløb | Topi Raitanen | 8:21.80    | Ahmed Abdelwahed                                                                                       | 8:22.35     | Osama Zoghlami                                                                                   | 8:23.44     |
| 4 × 100 meter stafet | Storbritannien (GBR) Jeremiah Azu Zharnel Hughes Jona Efoloko Nethaneel Mitchell-Blake Harry Aikines-Aryeetey* Tommy Ramdhan* | 37.67 SB   | Frankrig (FRA) Méba-Mickaël Zeze Pablo Matéo Ryan Zeze Jimmy Vicaut                                    | 37.94 SB    | Polen (POL) Adrian Brzeziński Przemysław Słowikowski Patryk Wykrota Dominik Kopeć Mateusz Siuda* | 38.15 NR    |
| 4 × 400 meter stafet | Storbritannien (GBR) Matthew Hudson-Smith Charlie Dobson Lewis Davey Alex Haydock-Wilson Joe Brier* Rio Mitcham*              | 2:59.35 SB | Belgien (BEL) Alexander Doom Julien Watrin Kévin Borlée Dylan Borlée Jonathan Borlée* Jonathan Sacoor* | 2:59.49     | Frankrig (FRA) Gilles Biron Loïc Prévot Téo Andant Thomas Jordier Simon Boypa*                   | 2:59.64 SB  |
| 20 kilometer kapgang | Álvaro Martín (ESP) | 1:19:11 PB | Perseus Karlström (SWE)                                                                                | 1:19:23     | Diego García (ESP)                                                                               | 1:19:45 SB  |
| 35 kilometer kapgang | Miguel Ángel López | 2:26:49    | Christopher Linke                                                                                      | 2:29:30 PB  | Matteo Giupponi                                                                                  | 2:30:34 PB  |
| WR verdensrekord \| ER Europæisk rekord \| CR mesterskabsrekord \| NR national rekord \| WL world leading \| EL European leading \| PB personligt bedste \| SB sæsonens bedste | |            | |             |                                                                                                  |             |

#### Kast og spring
| Event | Guld                | Guld     | Sølv              | Sølv     | Bronze               | Bronze   |
| --- | ------------------- | -------- | ----------------- | -------- | -------------------- | -------- |
| Højdespring | Gianmarco Tamberi   | 2.30     | Tobias Potye      | 2.27     | Andrij Protsenko     | 2.27     |
| Stangspring |                     |          |                   |          |                      |          |
| Længdespring | Miltiadis Tentoglou | 8.52 CR  | Thobias Montler   | 8.06     | Jules Pommery        | 8.06     |
| Tresping | Pedro Pichardo      | 17.50    | Andrea Dallavalle | 17.04    | Jean-Marc Pontvianne | 16.94    |
| Kuglestød | Filip Mihaljević    | 21.88 SB | Armin Sinančević  | 21.39    | Tomáš Staněk         | 21.26    |
| Diskoskast | Mykolas Alekna      | 69.78 CR | Kristjan Čeh      | 68.28    | Lawrence Okoye       | 67.14 SB |
| Spydkast |                     |          |                   |          |                      |          |
| Hammerkast | Wojciech Nowicki    | 82.00 WL | Bence Halász      | 80.92 PB | Eivind Henriksen     | 79.45    |
| WR verdensrekord \| ER Europæisk rekord \| CR mesterskabsrekord \| NR national rekord \| WL world leading \| EL European leading \| PB personligt bedste \| SB sæsonens bedste |                     |          |                   |          |                      |          |

#### Mangekamp
| Event  | Guld        | Guld    | Sølv          | Sølv    | Bronze        | Bronze |
| ------ | ----------- | ------- | ------------- | ------- | ------------- | ------ |
| Tikamp | Niklas Kaul | 8545 SB | Simon Ehammer | 8468 NR | Janek Õiglane | 8346   |

### Kvinder

#### Bane
| Event | Guld                    | Guld         | Sølv                | Sølv     | Bronze                 | Bronze     |
| --- | ----------------------- | ------------ | ------------------- | -------- | ---------------------- | ---------- |
| 100 meter | Gina Lückenkemper       | 10.99 SB     | Mujinga Kambundji   | 10.99    | Daryll Neita           | 11.00      |
| 200 meter | Mujinga Kambundji       | 22.32        | Dina Asher-Smith    | 22.43    | Ida Karstoft           | 22.72      |
| 400 meter | Femke Bol               | 49.44 EL, NR | Natalia Kaczmarek   | 49.94    | Anna Kiełbasińska      | 50.29      |
| 800 meter |                         |              |                     |          |                        |            |
| 1500 meter | Laura Muir              | 4:01.08      | Ciara Mageean       | 4:02.56  | Sofia Ennaoui          | 4:03.59    |
| 5000 meter | Konstanze Klosterhalfen | 14:50.47     | Yasemin Can         | 14:56.91 | Eilish McColgan        | 14:59.34   |
| 10.000 meter | Yasemin Can             | 30:32.57     | Eilish McColgan     | 30:41.05 | Lonah Chemtai Salpeter | 30:46.37   |
| Maraton | Aleksandra Lisowska     | 2:28:36 SB   | Matea Parlov Koštro | 2:28:42  | Nienke Brinkman        | 2:28:52    |
| Maraton | Tyskland                | 7:28:48      | Spanien             | 7:39:25  | Polen                  | 7:40:54    |
| 100 meter hækkeløb |                         |              |                     |          |                        |            |
| 400 meter hækkeløb | Femke Bol               | 52.67 CR     | Viktoriya Tkachuk   | 54.30    | Anna Ryzhykova         | 54.86      |
| 3000 meter forhindringsløb |                         |              |                     |          |                        |            |
| 4 × 100 meter stafet |                         |              |                     |          |                        |            |
| 4 × 400 meter stafet |                         |              |                     |          |                        |            |
| 20 kilometer kapgang |                         |              |                     |          |                        |            |
| 35 kilometer kapgang | Antigoni Drisbioti      | 2:47:00      | Raquel González     | 2:49:10  | Viktória Madarász      | 2:49:58 PB |
| WR verdensrekord \| ER Europæisk rekord \| CR mesterskabsrekord \| NR national rekord \| WL world leading \| EL European leading \| PB personligt bedste \| SB sæsonens bedste |                         |              |                     |          |                        |            |

#### Kast og spring
| Event | Guld                  | Guld     | Sølv               | Sølv     | Bronze                  | Bronze   |
| --- | --------------------- | -------- | ------------------ | -------- | ----------------------- | -------- |
| Højdespring |                       |          |                    |          |                         |          |
| Stangspring | Wilma Murto           | 4.85 =CR | Katerina Stefanidi | 4.75 SB  | Tina Šutej              | 4.75     |
| Længdespring | Ivana Vuleta          | 7.06 =SB | Malaika Mihambo    | 7.03     | Jazmin Sawyers          | 6.80     |
| Trespring | Maryna Bekh-Romanchuk | 15.02 EL | Kristiina Mäkelä   | 14.64 NR | Hanna Knyazyeva-Minenko | 14.45    |
| Kuglestød | Jessica Schilder      | 20.24 EL | Auriol Dongmo      | 19.82 NR | Jorinde van Klinken     | 18.94    |
| Diskoskast | Sandra Perković       | 67.95    | Kristin Pudenz     | 67.87 PB | Claudine Vita           | 65.20 SB |
| Spydkast |                       |          |                    |          |                         |          |
| Hammerkast | Bianca Ghelber        | 72.72    | Ewa Różańska       | 72.12 SB | Sara Fantini            | 71.58    |
| WR verdensrekord \| ER Europæisk rekord \| CR mesterskabsrekord \| NR national rekord \| WL world leading \| EL European leading \| PB personligt bedste \| SB sæsonens bedste |                       |          |                    |          |                         |          |

#### Mangekamp
| Event   | Guld             | Guld | Sølv           | Sølv | Bronze      | Bronze  |
| ------- | ---------------- | ---- | -------------- | ---- | ----------- | ------- |
| Syvkamp | Nafissatou Thiam | 6628 | Adrianna Sułek | 6532 | Annik Kälin | 6515 NR |

## Medaljeoversigt
*   Værtsnation ( Tyskland)
| Rank               | Nation               | Guld | Sølv | Bronze | Total |
| ------------------ | -------------------- | ---- | ---- | ------ | ----- |
| 1                  | Tyskland (GER)*      | 5    | 5    | 1      | 11    |
| 2                  | Storbritannien (GBR) | 3    | 5    | 6      | 14    |
| 3                  | Holland (NED)        | 3    | 0    | 2      | 5     |
| 4                  | Norge (NOR)          | 3    | 0    | 1      | 4     |
| 5                  | Polen (POL)          | 2    | 3    | 3      | 8     |
| 6                  | Spanien (ESP)        | 2    | 3    | 2      | 7     |
| 7                  | Italien (ITA)        | 2    | 2    | 5      | 9     |
| 8                  | Finland (FIN)        | 2    | 1    | 0      | 3     |
| 8                  | Grækenland (GRE)     | 2    | 1    | 0      | 3     |
| 8                  | Kroatien (CRO)       | 2    | 1    | 0      | 3     |
| 11                 | Schweiz (SUI)        | 1    | 3    | 1      | 5     |
| 12                 | Israel (ISR)         | 1    | 1    | 3      | 5     |
| 13                 | Ukraine (UKR)        | 1    | 1    | 2      | 4     |
| 14                 | Tyrkiet (TUR)        | 1    | 1    | 1      | 3     |
| 15                 | Portugal (POR)       | 1    | 1    | 0      | 2     |
| 15                 | Serbien (SRB)        | 1    | 1    | 0      | 2     |
| 17                 | Belgien (BEL)        | 1    | 0    | 0      | 1     |
| 17                 | Litauen (LTU)        | 1    | 0    | 0      | 1     |
| 17                 | Rumænien (ROU)       | 1    | 0    | 0      | 1     |
| 20                 | Frankrig (FRA)       | 0    | 2    | 3      | 5     |
| 21                 | Slovenien (SLO)      | 0    | 1    | 1      | 2     |
| 21                 | Ungarn (HUN)         | 0    | 1    | 1      | 2     |
| 23                 | Irland (IRL)         | 0    | 1    | 0      | 1     |
| 23                 | Sverige (SWE)        | 0    | 1    | 0      | 1     |
| 25                 | Danmark (DEN)        | 0    | 0    | 1      | 1     |
| 25                 | Estland (EST)        | 0    | 0    | 1      | 1     |
| 25                 | Tjekkiet (CZE)       | 0    | 0    | 1      | 1     |
| Total (27 nations) | Total (27 nations)   | 35   | 35   | 35     | 105   |